# Paleolit diéta

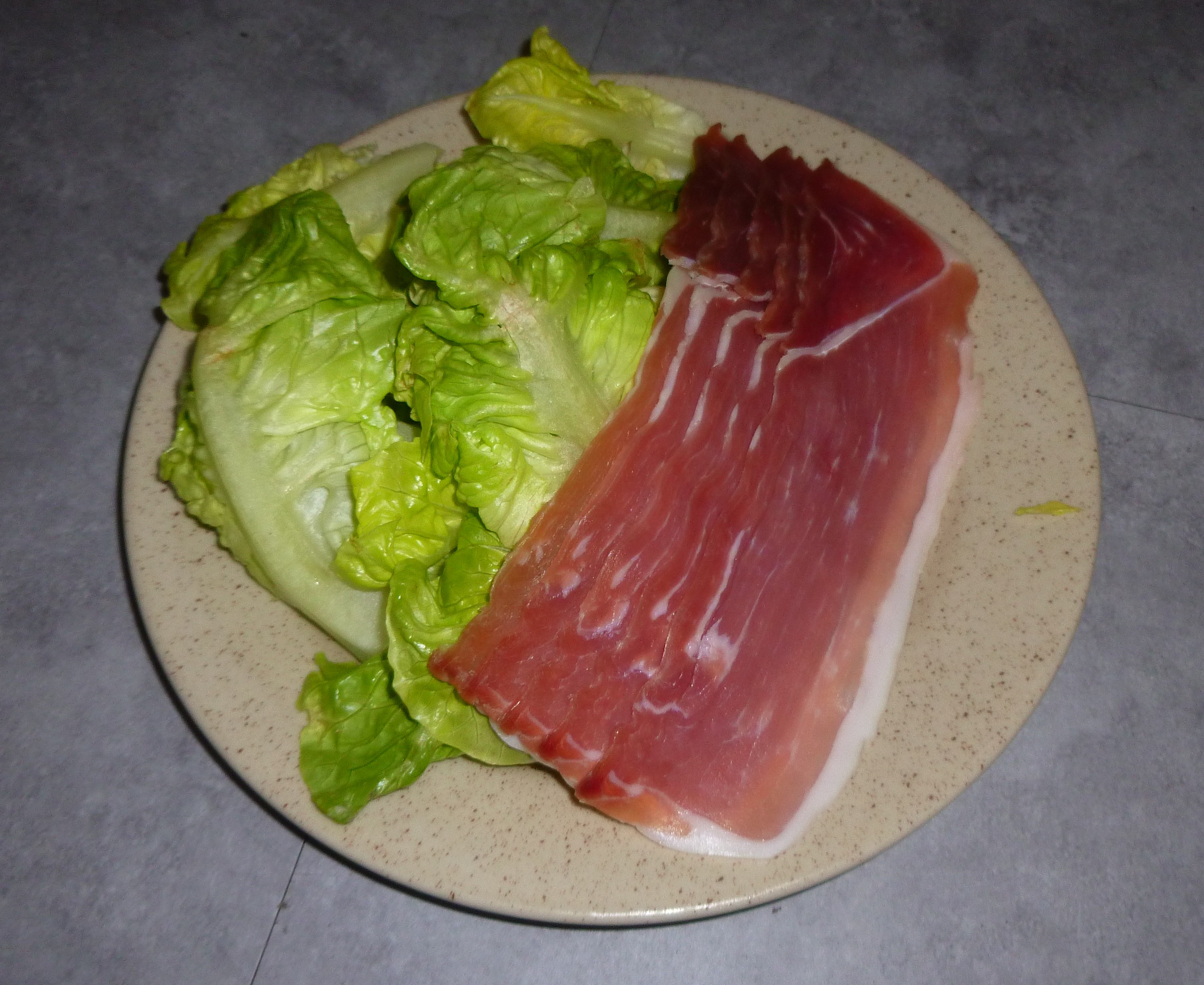
Paleo étel, saláta és sonka

A paleolit diéta olyan gasztronómiai irányzat, amelynek célja a paleolit kori táplálkozás reprodukálása a mai viszonyok között. Mivel alkalmazása inkább életstílus, mint alkalmi diéta, így leginkább étrendnek tekinthető. Habár a különböző irányzatok hasonló alapokra épülnek, de kivitelezésben és elnevezésben mind Magyarországon, mind külföldön vannak eltérések, és nincs hivatalosnak tekinthető változat. A paleolit táplálkozás célja az olyan, ún. civilizációs betegségek elkerülése, mint egyes érrendszeri betegségek (stroke, szívinfarktus, ischaemia), 2-es típusú cukorbetegség, magas vérnyomás, elhízás. Követői szerint evolúciós szempontú étrendnek is nevezhető, mert evolúciós szempontból vizsgálta meg ember és táplálkozás, illetve betegségek kapcsolatát a történelemben visszamenőleg egyes kutatások segítségével. Az elmélet alapjait többen megkérdőjelezhetőnek tartják, sőt egyes szakmai szervezetek egyenesen nem is ajánlják alkalmazását.

## Történeti áttekintés
- 1975-ben, az elsők között Walter L. Voegtlin gasztroenterológus foglalkozott vele könyvében, melyben azt sugallja, hogy a paleolit kori étrend javítaná a modern kori ember egészségét. Azt állította, hogy az ember egy "húsevő állat", amely a vadállatokhoz hasonlóan, elsősorban fehérjét, zsírokat és csak nagyon kevés szénhidrátot fogyasztott. Saját diétás recepteket dolgozott ki emésztési problémákkal küszködőknek. Könyvében élettani és kórélettani adatokkal támasztja alá, miért tekinthető élettani alapműködésnek a zsír alapú táplálkozás, és felhívja a figyelmet ennek pozitív hatásaira is.[4]
- 1985-ben, S. Boyd Eaton és Melvin Konner, az Emory Universityvel közreműködve, megjelentettek egy kulcsfontosságú dokumentumot a paleolit táplálkozásról a New England Journal of Medicine c. szakfolyóiratban, amely lehetővé tette, hogy ezt a táplálkozási koncepciót a mainstream egészségügy is elismerje.
- 1989-ben svéd orvosok és tudósok, köztük Staffan Lindeberg, végeztek tudományos felméréseket a nem-nyugati kitavai lakosság körében a Pápua új-guineai Trobriand-szigeteken. A Kitava-tanulmány azt találta, hogy ez a nép nem szenved civilizációs betegségekben, mint pl: érrendszeri betegségek (stroke, ischaemia), cukorbetegség, magas vérnyomás, elhízás. 1993-ban tették közzé vizsgálati eredményeiket, s mindezek után számos tudományos publikáció jelent meg arról, hogy a nyugati betegségek kapcsolatban állnak a táplálkozással. A Kitava-vizsgálatot számos olyan tanulmány követte, mely ugyanilyen eredményre jutott.
- Lindeberg 2003-ban egy svéd nyelvű orvosi tankönyvben ismertette tanulmányait.[5]
- 2010-ben megjelentették ennek az átdolgozott, frissített változatát angol nyelven, s ez felkeltette mind a tudósok, mind a laikusok érdeklődését. Több mint 2000 hivatkozást idéz, átfogó tudományos vizsgálatok eredményeit, amelyek azt bizonyítják, hogy a nyugati betegségek összefüggnek azzal, amit az emberek esznek.
- A paleo étrend egyik kidolgozója dr. Loren Cordain, aki számos könyvet és szakcikket írt e témában.[6]
- Hazai teoretikusa, népszerűsítője Szendi Gábor.
- Hazai orvosi gyakorlatban dr. Tóth Csaba alkalmazta először, miután az általa vezetett négy nyugat-magyarországi kis falukban lévő háziorvosi körzetében betegeit kezelte a paleo étrenddel.[7][8] Véleménye szerint a paleolit étrend a ma elterjedt divatos formájában csak korlátozottan alkalmas a súlyosabb kórképek gyógyítására. Az általa alkalmazott paleo-ketogén étrendet[9] kifejezetten az autoimmun, daganatos és epilepsziás betegek számára hozta létre. A paleo-ketogén étrenddel kapcsolatos szakmai írások hazai[10] és nemzetközi[11] tudományos folyóiratban is megjelentek.

## A paleolit diéta alapját képező elmélet

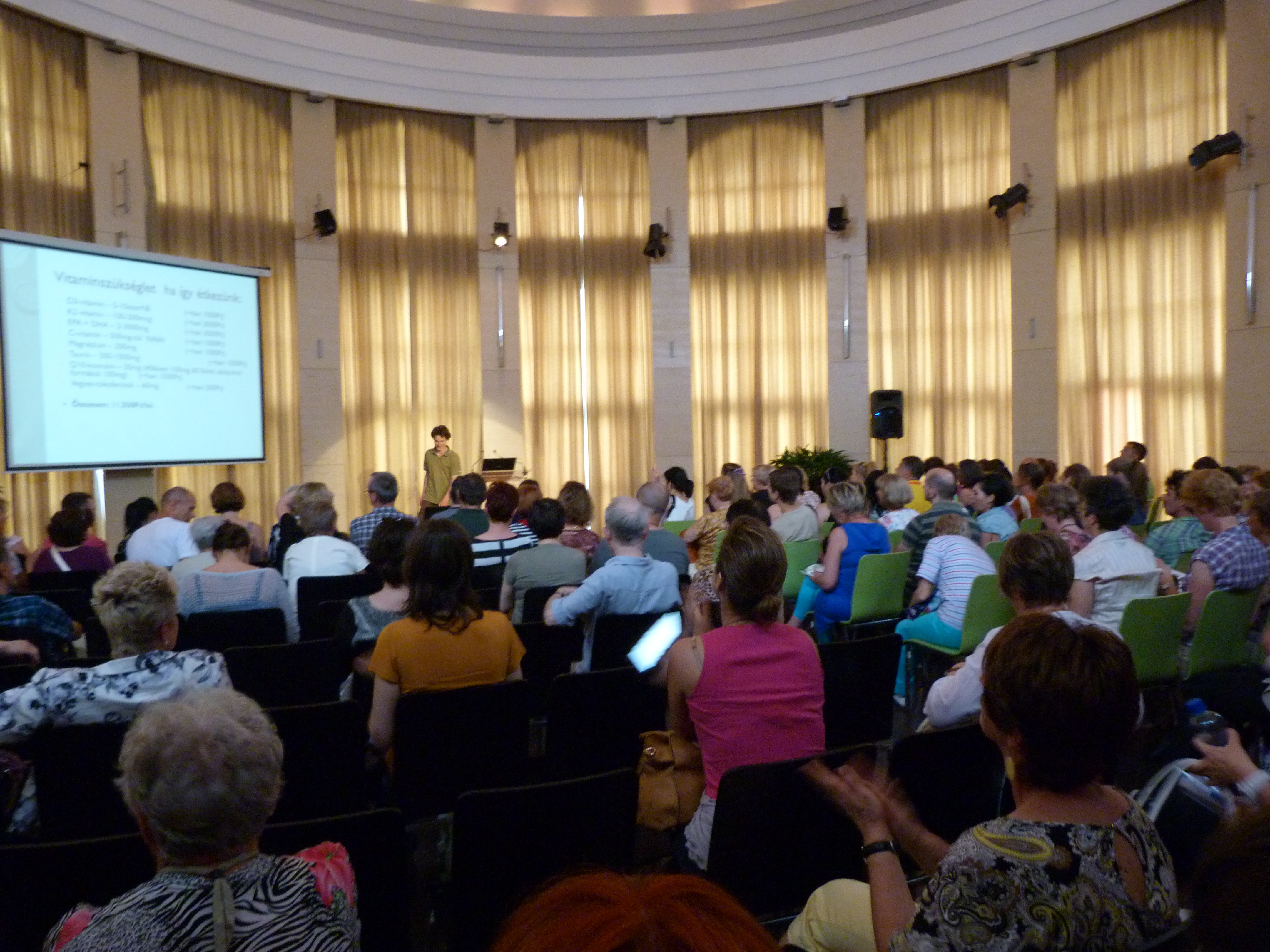
Paleolit Fesztivál – MOM, 2014

A paleolit diéta arra az elméletre épül, hogy az emberi genom több mint 2,5 millió éve nem sokat változott, tehát genetikailag a vadászó-halászó-gyűjtögető életmódra vagyunk programozva. Egyes kutatások állítása szerint a 10–5 ezer évvel ezelőtt a földművelés ("neolitikus forradalom") során bevezetett élelmi anyagokhoz nem tudott alkalmazkodni az emberi szervezet, ezért jelentek meg az ún. degeneratív betegségek. Riccardo Baschetti kutató elemzései szerint az anyagcsere-betegségeket a "genetikailag ismeretlen élelem" okozza. Mint Boyd Eaton, Loren Cordain és Lindeberg kutatók írták közös tanulmányukban, a modern ember genetikailag a kőkori emberrel azonos. Valójában azonban a legtöbb ember szervezetében extra génmásolatok találhatók a gabonafélékben lévő keményítő megemésztésére és a laktóztoleranciára is.
Az elmélet szerint a nyugati világ, azaz a mai civilizáció számos olyan betegségben szenved, amelyek az elmélet követői szerint ismeretlenek a ma is élő természeti népek körében, illetve ismeretlenek voltak a paleolit korban élők között is. A nyugati életmód és táplálkozás világméretű terjeszkedése a 19. század közepén kezdődött meg, az ún. civilizációs betegségek a 20. és 21. században járványszerű növekedésnek indultak.
Ide sorolhatók: szív- és érrendszeri betegségek, rák, autoimmun betegség, sclerosis multiplex, hashimoto-thyreoiditis, cukorbetegség, lisztérzékenység, laktózérzékenység, metabolikus szindróma, túlsúlyosság, alultápláltság, szervezetszintű gyulladás, depresszió stb. Azonban ezen állítások egyes elemei is vitathatók.
Mivel a paleolitikumban élő ember életmódjáról kevés az információnk, így a paleo étrend kialakításában fontos szerepet kap a mai természeti népek életmódjáról készült tanulmányok vizsgálata.
A paleolit étrendnek több gyökere is van, ezek közül érdemes megemlíteni:
- Gabona- és tejfogyasztással összefüggő 1960 évekbeli kutatásokat
- Low-carb (alacsony szénhidráttartalmú) étrendek tapasztalatait (Atkins-diéta, Ketogén diéta)
- 18-19. század reformmozgalmak által népszerűsített szakaszos böjt eredményeit (intermittend fasting)

## A paleo étrend felépítése

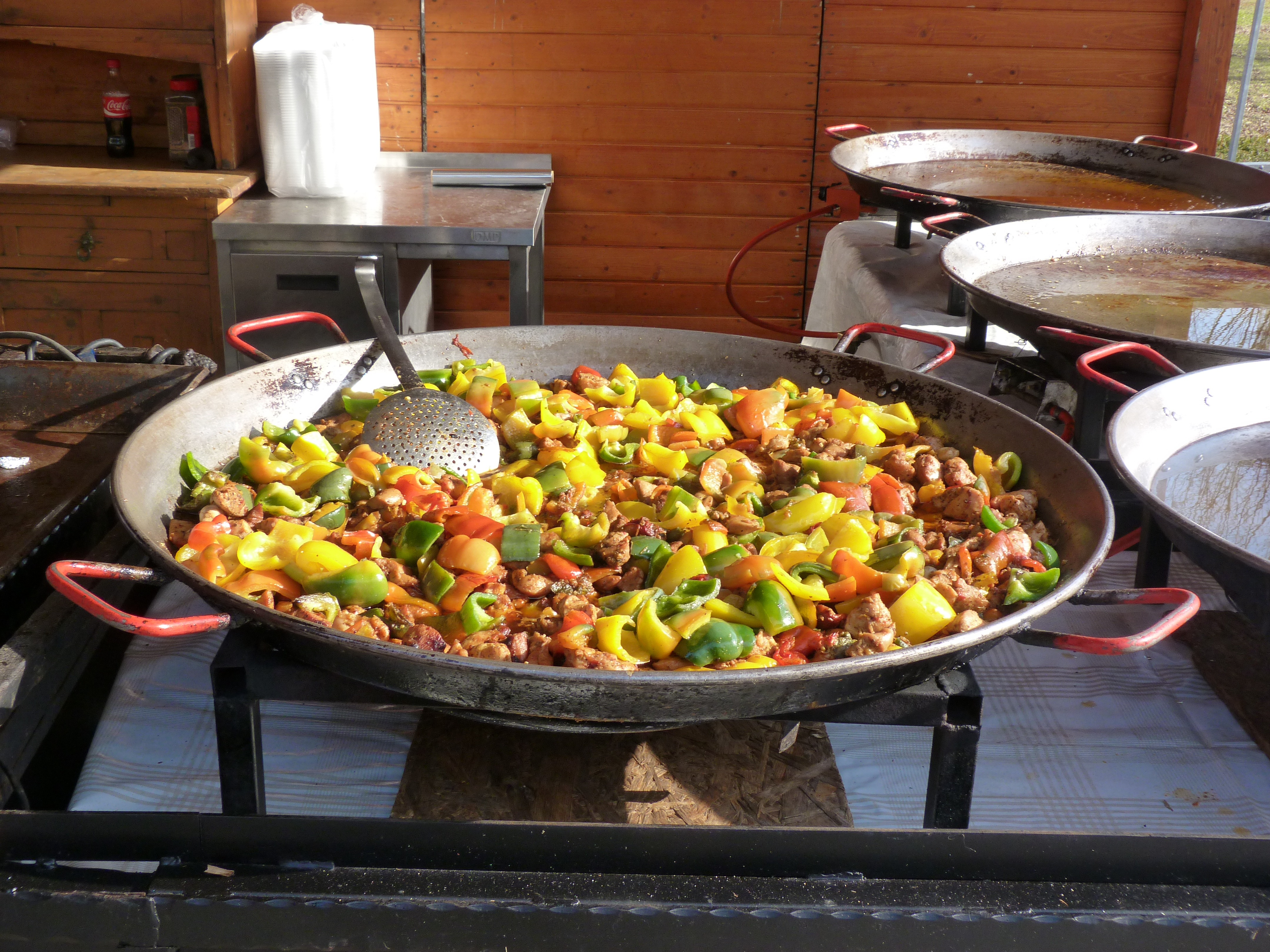
Mangalica húsból készült paleo étel

A paleolit étrend felépítése változó és szerzőnként eltérő lehet. Habár közös elméletre épülnek, egyes részletekben eltérés adódhat, mint például abban, hogy a hozzáadott só használata megengedhető-e.
Bizonyos esetekben vannak iránymutatások a paleolit táplálkozás során bevihető egyes ételtípusokra, de nem minden irányzat határozza ezt meg. Azonban javasolja a magas fehérjetartalmat (19-35%), zsírtartalmat (28-58%) és az alacsony szénhidráttartalmat (22-40%). Utóbbiak az ún. lassan felszívódó szénhidrátok, melyek alacsony glikémiás indexűek és glikémiás telítettségűek. A magyar munkacsoport a civilizációs betegségek rehabilitációja során nagyban finomította az eredeti étrendi elgondolásokat. A paleo-ketogén étrenddel célja a ketózis elérése és az "áteresztő bél szindróma" megszüntetése. Amennyiben ez megvalósul, hatékonyan alkalmazható a civilizációs betegségek kezelésében.

### Megengedett ételek a paleolit étrendben

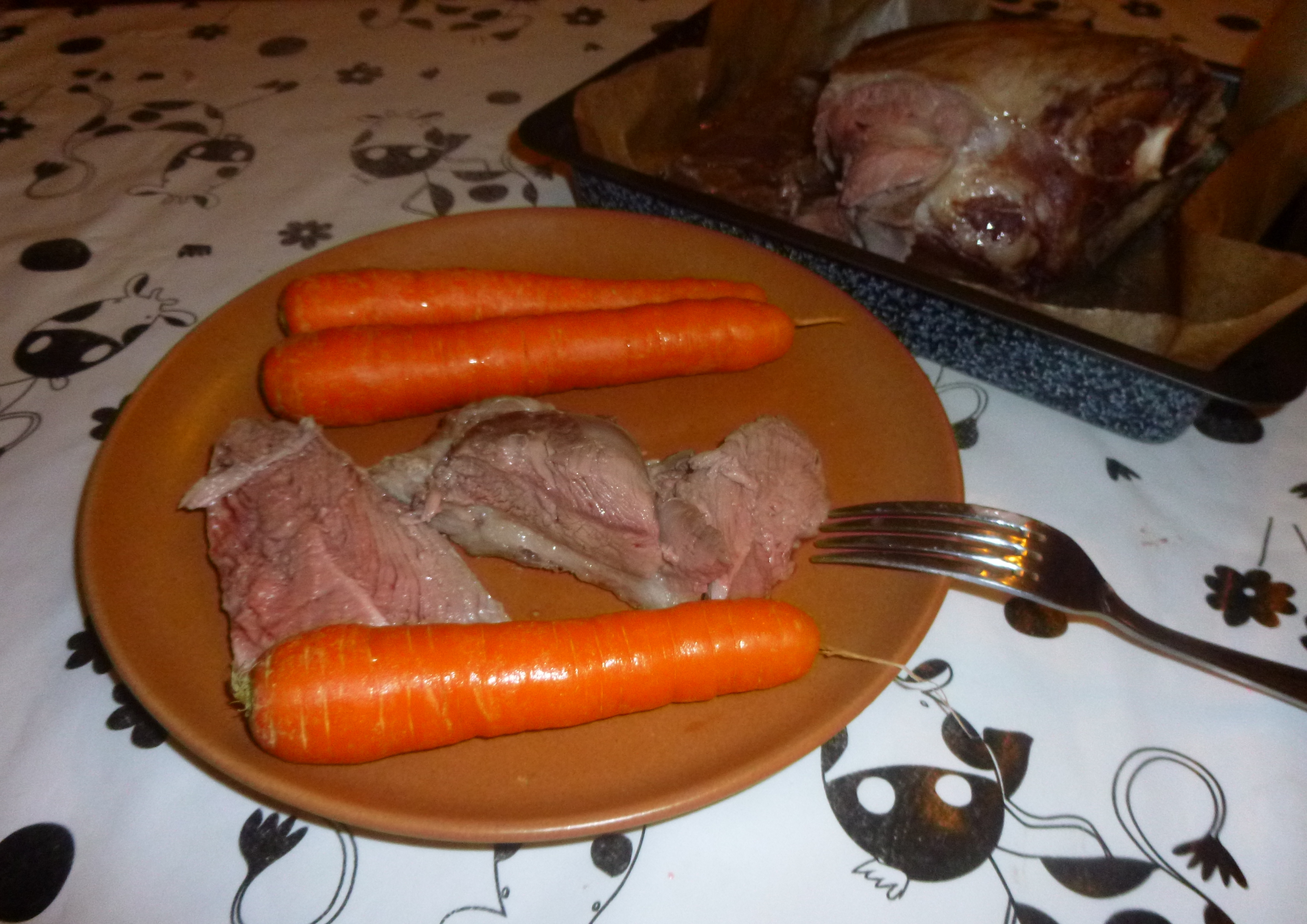
Báránysült nyers sárgarépával

- Gyümölcsök[17][18]
- Zöldségek[19][20]
- Állati húsok,[21][20] zsírok[20][22]
- Halfélék, tenger gyümölcsei[19][23]
- Tojás[20]
- Mandula, kesudió, törökmogyoró, pisztácia, fenyőmag, dió, tökmag, gesztenye[24][20]
- Hidegen sajtolt növényi olajok (olívaolaj, kókuszzsír)[25][20]
- Gombák[20]

### Megengedhető ételek bizonyos esetekben a reál-paleo étrendben
- Paprika, paradicsom, padlizsán[20]
- Kemény sajtok[20]

### Tiltólistán a paleolit étrendben
Amire "érzékeny" az ember (emésztés, egészségügyi kihívás) és még az alábbiak:
- Gabonafélék (búza, árpa, köles, zab, rizs, vadrizs, rozs, kukorica, cirok, stb.) glutén, lektin, gyorsan felszívódó szénhidrát miatt[26][20]
- Hüvelyesek (babfélék, borsók, szója, amerikai földimogyoró, stb.) glutén, lektin, gyorsan felszívódó szénhidrát miatt[27][20]
- Tej és tejtermékek a tej összetevői miatt[28]
- Szolanin vagy lektin tartalmú zöldségek (burgonyafélék, paradicsom, paprika, padlizsán)[20]
- Hidrogénezett növényi olaj, transz-zsír, margarin[29][20]
- Hozzáadott cukor (fruktózt is ideértve)[30][31]
- Készételek, amelyek a fenti tiltólistán szereplő összetevők közül bármit is tartalmaznak[20]

### Figyelmeztetés a paleo étrendet követőknek
Nagyon fontos a paleo étrendet követők számára, hogy biztosítsák a megfelelő mikro- és makrotápanyagokat szervezetük számára, így a vitaminokat (főképp a B-vitamincsoport), ásványi anyagokat, fitonutrienseket, különféle olajokat. Az olajok és zsírok bevitelénél figyelembe kell venni többek között az omega-3 és omega-6 arányt, ezek alapján erősen ajánlott omega-3 tartalmú állati eredetű zsírok fogyasztása és az omega-6 zsírsavban gazdag növényi olajok csökkentése, elkerülése. Ennek ellentmond, hogy a paleo-ketogén irányzatnál leirt tudományos kutatási eredmények és közlemények hosszú távon sem mutatnak ásványi elem vagy bármilyen D-vitamin hiányt. Illetve az ott található hivatkozában található Paleomedicina Hungary által alkalmazott protokoll szerint, a táplálkozás vitaminok és étrendkiegészitők nélkül is lehet teljesértékű.

## Előnyei
Az irányzat követői szerint elkerülik az embert a civilizációs betegségek. Megnöveli az egészségben leélhető évek számát. Magas szénhidráttartalmú változata hasznos a fizikai munkát végzőknek és a sportolóknak (100 g szénhidrát/nap felett).

### Paleo-ketogén irányzat
A paleo-ketogén étrendet dr. Tóth Csaba és munkacsoportja vezette be és használja Magyarországon a belgyógyászati és neurológiai betegségek rehabilitációjában. Az étrend egyesíti a paleolit étrend és a klasszikus ketogén étrend előnyeit, ugyanakkor kiküszöböli ezek hiányosságait. A paleo-ketogén étrend a ketózis állapotában tartja a szervezetet, amely energetikailag hatékonyabb és kiegyensúlyozottabb állapotot jelent. A paleo-ketogén étrenddel elérhető cél az áteresztő bél szindróma megszüntetése, a szervezet szénhidrát túlterhelésének megszüntetése és a mesterséges adalékanyagoknak az étrendből történő kiiktatása. A paleo-ketogén étrenddel kapcsolatban eddig egy magyar nyelvű  és nyolc külföldi  orvosi szakcikk jelent meg, melyek 1-es típusú cukorbetegség, metabolikus szindróma, epilepszia, Gilbert szindróma, Crohn betegség és daganatos betegség sikeres kezeléséről számolnak be. 2017-ben a paleo-ketogén étrend bekerült a Lengyel Gyerekgyógyászati Társaság Hepatológiai, Gasztroenterológiai és Táplálkozástudományi szekciójának, Crohn-betegség és IBD során alkalmazott protokoll ajánlásába. A paleo-ketogén étrendet alkalmazó Orvosi Rehabilitációs Centrum munkatársai szintén 2017-ben közzé tették az általuk alkalmazott terápiás protokollt. A protokoll leirása alapján értelmezhető, hogy a populáris paleolit táplálkozás és a klasszikus ketogén étrendeknek is vannak kockázataik . Mindkettő okozhat mellékhatásokat. A paleo-ketogén étrend ezen mellékhatásokat nem alakítja ki. Az étrend tökéletese alkalmazása során eddig egyetlen esetben sem jelentkeztek mellékhatások. A Paleomedicina Hungary 2017-ben például egy 50 fős tanulmányt tett közzé, mely azt mutatta, hogy a paleo-ketogén étrend mellett a betegek magnézium ellátása tökéletes, mindennemű külső pótlás nélkül. A Paleo-ketogén étrend egyes esetekben biztató eredményeket mutatott súlyos daganatos betegek terápiájában is, akár úgy is, mint önálló monoterápia. Akár még agresszív daganatok, mint a glioblasstoma esetében is kellően pozitíiv eredmények érhetők el. 2020-ban a wroclawi Orvoatudományi Egyetem Dietetikai tanszéke egy átfogó elemzést készített a ketózis és ketogén étrendek eredményességéről, azok klinikai hatásairól daganatos betegségek esetén. Ebben az összefoglalóban részletesen mutatják be a magyar munkacsoport két közzétett esettanulmányát is.

## Kritikája
A Magyar Dietetikusok Országos Szövetsége nem ajánlja a paleo étrendet. Az Orvosi Hetilap egy cikke szerint a paleo étrend veszélyes és káros, inzulinfüggő cukorbetegség esetén fokozottan életveszélyes. A Szegedi Tudományegyetem Általános Orvostudományi Kara Orvosi Biológiai Intézetének intézetvezető igazgatója Prof. Dr. Boldogkői Zsolt az Index.hu-n publikált  cikkében tárgyalja a paleo étrend tudományos megalapozottságának kritikáit. Az OÉTI 2012. december 8-án közölte az MTI-vel, hogy a betegségek 80 százaléka összefügg a helytelen táplálkozással. (Szendi Gábor honlapján reagált ezen publikációkra.) A New Scientist és Boldogkői Zsolt is több tévedésre is felhívja a figyelmet a paleo étrend elméletével kapcsolatban. A legáltalánosabb kritika, hogy nem igaz, miszerint az ember nem alkalmazkodott volna a keményítő megemésztésére és a laktóz tolerálására. Mivel a laktáz enzim előállítását kódoló gén meglétének aránya a lakosság körében népenként eltérő, és kevesebb, mint ötezer éves múltra tekint vissza, de a mai magyaroknak már 61 százaléka képes a tejet megemészteni, míg a középkori arányuk mindössze csak 35 százalék volt. 
Boldogkői Zsolt szerint a probléma a tejjel az, hogy a laktóz irritálja a bélnyálkahártyát, ezért intolerancia alakulhat ki ellene, amely előbb hasmenés, később pedig komolyabb bélbetegség formájában jelentkezik, de az alkalmazkodás miatt ez csak a mai magyaroknak kevesebb mint 39%-át érintheti.  A kritika főleg abból adódik, hogy a populáris paleolit táplálkozás propagálói nem fektettek kellő súlyt a táplálkozás kiváltotta élettani jelenségek kutatására és a gyakorlatban való alkalmazására. A szakirodalom elméleti hipotézisei nem tudnak megfelelni a klinikai gyakorlatnak. A növényi olajak, a tejtermékek semmilyen formája, a gabonafélék és álgabonák nem felelnek meg az egészséges táplálkozás kritériumainak és nem tartozhatnak bele a paleolit táplálkozásba. Ennek egyik oka, hogy kóros béláteresztést okoznak, ami az autoimmun betegségek egyik kiváltó oka.

## Magyar paleo (étrend) mozgalom

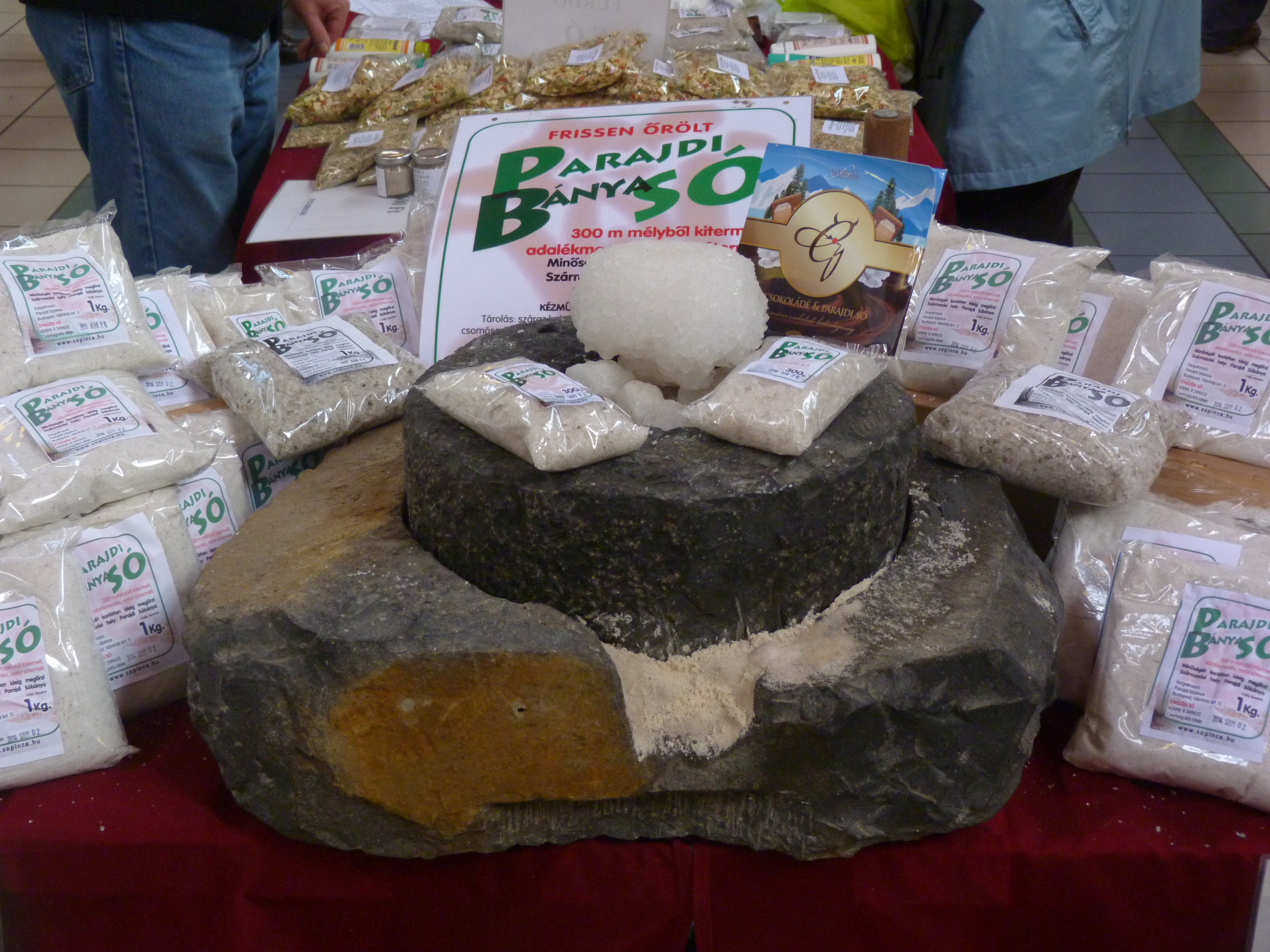
Parajdi só a Nagyvásárcsarnokban

A magyar paleo mozgalom életre keltését nagyban segítette az ebben a témában gyakorlati és elméleti alapokkal rendelkező magyar és magyarra fordított könyvek, cikkek, interjúk, blogok megjelenése (lásd források) és az, hogy egyre több emberhez eljutnak a paleolit étrend alapvető szabályai és gyakorlati hasznai. Az említett könyvek eladott példányszámaiból, a Google "paleolit étrend" találataiból, ezek évek alatti emelkedéséből lehet következtetni azoknak az embereknek a számára, akik ma Magyarországon reális alternatívaként tekintenek a paleo étrendre.

### Magyar paleo irányzatok
Az egyik legnagyobb hazai táplálkozási szubkultúrának a következő irányzatai jelentek meg:
- Szendi Gábor irányzata (hazai fő vonal)
- Paleo-ketogén irányzat
- Tökéletes Egészség Diéta – TED (Dr. Paul Jaminet-féle paleo irányzat, főként sportolók, testépítők között hódít)